# Thorvald Lammers

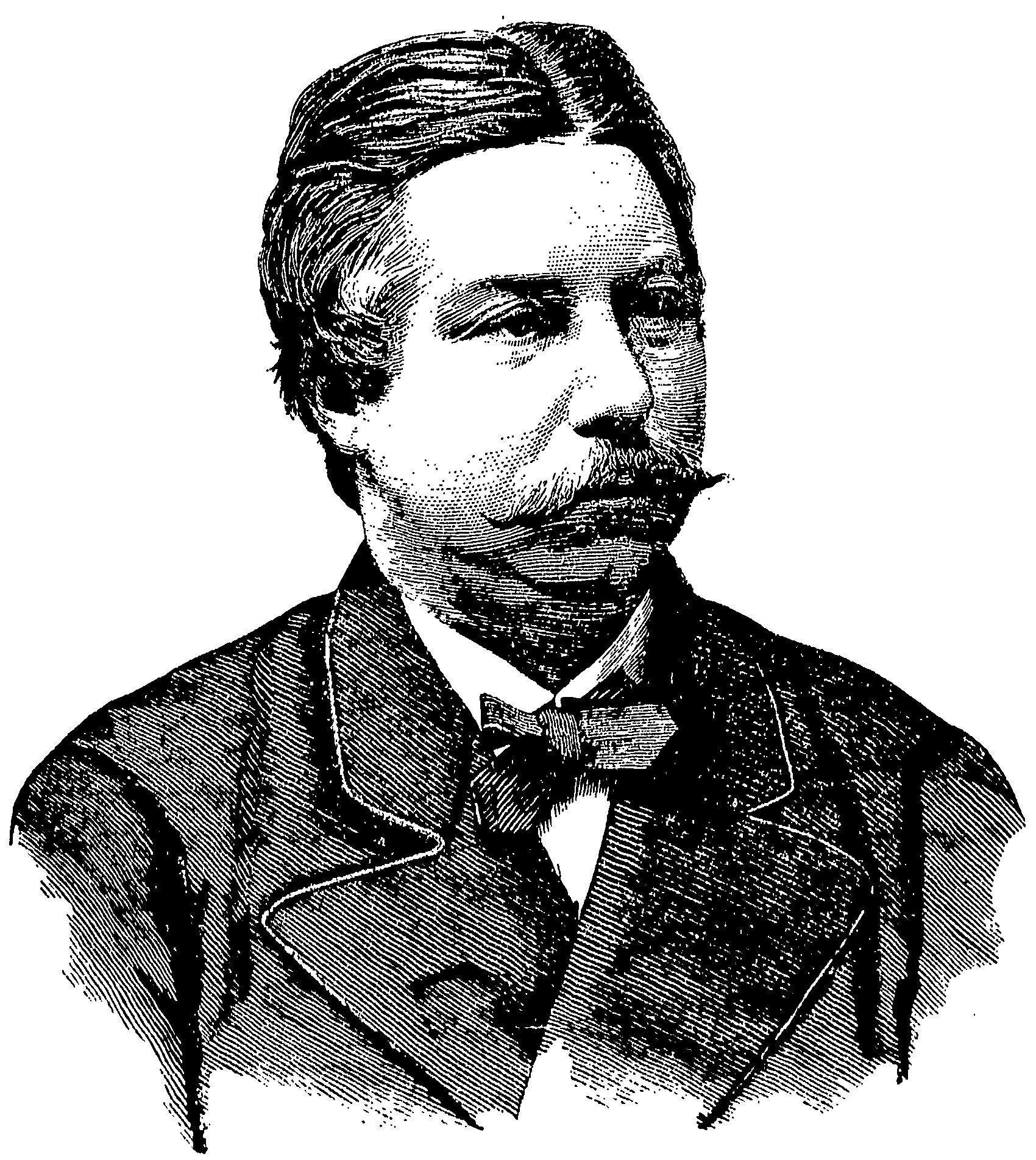
Thorvald Lammers (1884)

Thorvald Amund Lammers (Modum, 15 januari 1841 – Aker bij Oslo, 8 februari 1922) was een Noors componist, muziekpedagoog, koordirigent, zanger (bariton) en biograaf. Hij was gehuwd met de zangeres Mally Sars. Lammers wordt gezien als een van de belangrijkste Noorse zangers aan het einde van de 19e en de beginnende 20e eeuw.

## Levensloop
Lammers kreeg al op tienjarige leeftijd muziekles (viool, altviool en piano). Later nam hij ook zanglessen. Hij studeerde eerst rechten aan de Universiteit van Christiania, zoals de Noorse hoofdstad tot 1925 nog genoemd werd. In 1865 behaalde hij zijn diploma en werkte vervolgens als universitair advocaat (1865-1866) en rechter (1867-1870), maar keerde zich meer en meer af van zijn beroep en focuste zich op de muziek. Vanaf 1870 studeerde hij privé zang bij Fritz Ahrlberg in Stockholm en sinds 1871 bij Francisco Lamperti in Milaan. Lammers debuteerde in het Christiania Theater in 1873 als Oroveso in Bellini's opera Norma. Het volgende jaar werd hij geëngageerd bij de opera in Modena en zong onder andere bij de uitvoering van Giuseppe Verdis Il trovatore. Omdat men zich in het Christiania Theater in hetzelfde jaar erop toelegde toekomstig permanente operaproducties te verzorgen, kwam hij weer terug en werkte tot 1877 aan dit theater. Hij zong een aantal van de meest toonaangevende bas-baritonrollen en vierde een groot succes als zanger, maar zijn acteertalent was niet overtuigend. In 1877 brandde het theater af, en na een kort gastoptreden in Stockholm besloot Lammers zang en kerkmuziek in Berlijn, Leipzig en Londen te studeren.
Hij keerde in 1879 terug naar Christiania en werkte als zangleraar. Lammers werd de oprichter van de zangvereniging "Korforeningen", vanaf 1902 Cæciliaforeningen geheten, en was 30 jaar hun dirigent tot 1909/1910. Met dit 47 leden sterke koor voerde hij in 1880 het Requiem van Luigi Cherubini uit. Deze uitvoering was een groot succes bij het koor en bij het publiek. Het aantal leden groeide tot 90 zangeressen en zangers, zodat hij in het volgende jaar het oratorium Paulus van Felix Mendelssohn Bartholdy kon uitvoeren. In 1894 volgde de Johannes Passion van Johann Sebastian Bach.
Lammers was van 1880 tot 1884 eveneens dirigent van de "Christiania Haandverkersangforening". Met een studiebeurs van de Noorse staat kon hij in 1884/1885 opnieuw in Berlijn gaan studeren.
Vanaf 1890 begon Lammers zijn belangrijke inzet voor de Noorse volksmuziek. Samen met zijn vrouw Mally Sars gaf hij een serie concerten. Geïnspireerd door lezingen van de dichter en folklorist Ingebret Moltke Moe verzorgde hij in 1897 een concert in de Johanneskirken in Christiania met een verkorte versie van Moes "Draumkvedet". Het was een buitengewoon succes en alle herhalingen van het concert waren uitverkocht. Hij zong balladen van Magnus Brostrup Landstad. Vervolgens gaf hij een serie concerten in het hele land met een groot aantal volksliederen verzameld door Ludvig Mathias Lindeman. Deze verzamelingen met Noorse volksmuziek publiceerde hij vervolgens in twee kleine bundels "Norske folkeviser - Tekst og toner" (1901 en 1902). Verder is hij auteur van het boek "Store Musikere (Grote muzikanten) - Skildringer fra musikhistorien", dat in 1912 in de uitgeverij Aschehoug werd gepubliceerd.
Als zanger had Lammers een leidende rol in het Noorse muzikale leven. Zijn prachtige stem, grote belcanto-techniek en presentatietalent waren geweldig. Hij ontwikkelde zich tot de belangrijkste (liederen-)vertolker van verschillende Noorse componisten zoals Edvard Grieg, Halfdan Kjerulf, Johan Peter Selmer, Christian Sinding, Johan Svendsen en Catharinus Elling; Edvard Grieg droeg hem zijn opus 49 Seks dikte (Zes gedichten) op, Johan Halvorsen schreef een bewerking van zijn lied Åsmund Fregdegjævar, nr. 1 uit zijn Drie Noorse volkswijsjes en noemde het Til Thorvald Lammers.
Rond 1890 begon hij zelf te componeren, meestal in de vroege Duitse romantische stijl. Hij schreef vooral vocale muziek (liederen en koorwerken), waaronder zijn oratorium Fred, met een libretto van Bjørnstjerne Bjørnson, voor solisten, koor en orkest bekend is. Sinds 1899 kreeg hij van de Noorse regering een kunstenaarssalaris. Hij overleed op 8 februari 1922 in Aker vlak bij Oslo en werd op de centrale begraafplaats Vår Frelsers Gravlund in Oslo begraven. Er bestaat nog een Thorvald og Mally Lammers stichting. In Lillestrøm, een plaats in de Noorse gemeente Skedsmo, is een straat naar hem vernoemd, de Thorvald Lammers Gate.

## Composities (Uittreksel)

### Werken voor orkest
- Berceuse

### Vocale muziek

#### Oratoria
- Fred, voor solisten, gemengd koor en orkest - libretto: Bjørnstjerne Bjørnson

#### Werken voor koor
- Gamle Norig, voor gemengd koor

#### Liederen
- To digte af Henrik Ibsen, op. 10
  1. Ederfuglen
  2. Sølvet
- 4 norske folkeviser
  1. Sæterreisen
  2. Eg ser deg ut for gluggjin
  3. Husk op i ring
  4. Huldre aa'n Elland
- En tylft stev, voor zangstem en piano
- For de saarede - tekst: Bjørnstjerne Bjørnson
- Der ligger et land

## Publicaties
- Norske folkeviser : tekst og toner, Kristiania : Aschehoug
- Store Musikere: Skildringer fra Musikhistorien, 1919, 188 p.